# فیلیپ ساندز
فیلیپ سندز (به انگلیسی: Philippe Sands) متولد ۱۷ اکتبر ۱۹۶۰ ‏(۶۴ سال) در لندن، یک وکیل، استاد حقوق و مدیر مرکز دادگاه‌های بین‌المللی در کالج دانشگاهی لندن است. او همچنین نویسنده شانزده کتاب در مورد حقوق بین‌الملل جهان بی قانون (۲۰۰۵) و تیم شکنجه (۲۰۰۸) از جمله است.
کتاب او به نام "خیابان شرقی غربی" با موضوع ریشه‌های نسل‌کشی و جنایت علیه بشریت، موفق به کسب جوایز متعددی از جمله جایزه ادبی ساموئل جانسون شده‌است.

## جوایز و افتخارات
- ۲۰۱۶ جایزه ادبی ساموئل جانسون برای کتاب خیابان شرقی غربی[۳]
- ۲۰۱۸ جایزه مونتنی برای کتاب خیابان شرقی غربی[۴]